# Elizabeth Leontina Salm-Reifferscheidt
Starohraběnka Alžběta Leontýna ze Salm-Reifferscheidtu, rozená z Fürstenbergu (německy Elizabeth Leontina zu Salm-Reifferscheidt, 31. května 1878, Lány – 10. března 1939, Řím), byla česká šlechtična, představitelka první generace budkovské větve rodu Salm-Reifferscheidtů, dobrodinka a politička.

## Život
Princezna Elizabeth, zvaná Essi, byla dcerou knížete Emila Egona z Fürstenbergu (1825–1899) a jeho manželky Leontiny Antonie Marie (1843–1914), rozené z Khevenhüller-Metsche.
Už od mladých let byla společensky aktivní a angažovala se v dobročinných a podpůrných spolcích. Zapojila se do činnosti Červeného kříži, a to zejména v době první světové války, kdy v lazaretech (v tehdejším politickém okrese Moravské Budějovice) pomáhala pečovat o zraněné vojáky, kteří se zde léčili. V roce 1915 se stala předsedkyní výboru na pomoc italským uprchlíkům z Tyrolska a Přímoří. V roce 1915 za tuto činnost převzala čestný odznak II. třídy za zásluhy o dobrovolnou sanitní činnost. Byla členkou šlechtického řádu hvězdového kříže a po skončení první světové války byla ve 20. letech 20. století členkou Československé strany lidové.

### Umělecká a sběratelská činnost
Byla rovněž amatérskou malířkou, fotografkou a sběratelkou umění. Ve sběratelské činnosti na zámku Budkov u Jemnice pokračoval její syn Christian. V roce 1945 však byly sbírky rodině zkonfiskovány a v roce 1948 byla Národní kulturní komisí vytříděna podle poválečného zákona 137/46 Sb. Část mobiliáře byla odvezena na svozový zámek v Jaroměřicích nad Rokytnou. Další část mobiliáře byla přidělena podle odborného zaměření: Náprstkovu muzeu v Praze, Zemědělskému muzeu Praha, Vojenskému historickému muzeu Praha, zámku v Jemništi, Státnímu hippologickému muzeu Slatiňany, Zemské galerii v Brně, Městskému muzeu v Moravských Budějovicích a archivu ministerstva vnitra Praha. Sbírka hudebních nástrojů byla přerozdělena mezi hudební oddělení brněnské univerzity a Moravské muzeum. Předměty, které byly vyňaty z aukce firmy K. Dittrich v Brně na základě dekretu č.5425/50, byly předány Státnímu uměleckoprůmyslovému muzeu v Brně.

## Rodina
Dne 6. května 1905 se provdala za budkovského starohraběte Karla Boroměje ze Salm-Reifferscheidt. Z tohoto svazku se narodily dvě děti, syn a dcera:
- Christian Emil Karel (1906–1973) historik umění, sběratel a v letech 1938–1943 konzervátor historických památek pro politický okres Dačice[4]
- Maria Elisabeth (1. března 1908, Donaueschingen – 10. dubna 1984, Gmunden), manžel 1928 Ernst Rüdiger von Starhemberg (10. května 1899, Eferding – 15. března 1956, Schruns, Vorarlbersko), rakouský vicekancléř 1934–1936, předseda Vlastenecké fronty 1934–1936, manželé se rozvedli v roce 1937